# Пуэрто-риканский тоди
Пуэ́рто-рика́нский то́ди (лат. Todus mexicanus) — вид птиц из семейства тодиевых, обитающий на острове Пуэрто-Рико. Распространён повсеместно от тропических лесов до засушливых кустарниковых зон и карстового ландшафта. Яйца откладывает в норах, которые роют оба партнёра. Также оба партнёра участвуют в кормлении птенцов.
Пуэрто-риканский тоди — самый маленький вид тоди, его общая длина составляет 11 см, масса — 5—7,8 г у самцов и 4,8—6,5 г у самок. Как и все тоди, имеет ярко-зелёное оперение в верхней части, сероватые грудь и брюхо, красное горло и длинный клюв. Однако это наименее яркий представитель семейства, его отличает отсутствие розовых перьев по бокам (хотя иногда они могут приобретать оранжево-красный цвет). Половой диморфизм выражен слабо.
Видовое название птицы, mexicanus (с лат. — «мексиканский»), является ошибочным. Впервые этот вид был описан в 1838 году французским натуралистом Рене Лессоном на основе экземпляра, предположительно найденного в Мексике, — и лишь через 30 лет американский орнитолог Спенсер Фуллертон Бэрд высказал предположение, что на самом деле этот вид обитает в Пуэрто-Рико. Морфологический анализ, в частности оперения, скелета и особенностей вокализации, позволяет отнести пуэрто-риканского тоди к одной группе с ямайским. Анализ митохондриальной ДНК указывает на близкое родство узкоклювого и пуэрто-риканского видов.

## Общая характеристика

### Описание
Все тоди представляют собой очень маленьких округлых птиц с коротким хвостом и длинным уплощённым клювом. Оперение ярко-зелёное в верхней части тела и беловатое в нижней, горло красное. Пуэрто-риканский тоди является наименее ярким представителем семейства. Оперение более яркое по сторонам головы, особенно над глазами, с синеватым оттенком сзади. Щёки и область под клювом белые. Данный вид имеет небольшое голубое пятно в основании крыла, несколько серых перьев в нижней части щеки, беловатую грудь без розового, жёлтые живот и бока. Боковые перья иногда могут приобретать оранжево-красный цвет, но не содержат розового, характерного для остальных видов тоди. Половой диморфизм у пуэрто-риканского тоди выражен слабо. У самца радужка глаза тёмно-серая, а у самки — белая, кроме того, самка имеет более тусклое пятно в основании крыла.
Линька происходит ежегодно после окончания сезона размножения, который сопряжён с малыми затратами времени на уход за перьями. По наблюдениям в Гуанике, процесс начинается в сентябре и продолжается до января. Первыми в течение 1—2 месяцев меняются перья, участвующие в полёте.
Верхняя часть клюва чёрная, нижняя — красная. Верхняя часть клюва имеет зазубрины для разламывания твёрдых насекомых, что является характерной особенностью всех тоди. Как и другие ракшеобразные, обладает частично срощенными передними пальцами, которые использует для копания нор.
Пуэрто-риканский тоди является самым маленьким из всех тоди. Его общая длина составляет 11 см, масса — 5—7,8 г у самцов и 4,8—6,5 г у самок. Американский орнитолог Роберт Риджуэй в бюллетене Смитсоновского института 1914 года приводит следующие характеристики: длина крыла — 41—45 мм, длина хвоста — 28—31,5 мм, длина клюва — 17,5—20,5 мм, плюсна — 13—14 мм, длина среднего пальца — 8—9 мм. Размеры пуэрто-риканского тоди варьируют в зависимости от места обитания: данный вид крупнее в горных лесах и имеет меньшие размеры в регионах с засушливыми кустарниками.
Известно о птице, которая прожила по меньшей мере 14 лет и 6 месяцев: в феврале 1974 года она была поймана в первый раз и окольцована, а в январе 1988 года была поймана в последний, пятый раз.

### Вокализация
Пуэрто-риканский тоди исполняет шесть разных песен. Его полный репертуар можно услышать с февраля по май, так как часть звуков ограничивается только сезоном размножения. Позывки разной интенсивности и частоты связаны с такими видами деятельности, как кормление, погоня, вход в нору, контакт с партнёром или реакция на нарушение территории. Наиболее характерными песнями пуэрто-риканского тоди является громкий, носовой «бип» или «би-бип», а также насекомоподобный «при».
В течение всего года пуэрто-риканский тоди обычно использует громкий звуковой сигнал «бип», который могут издавать представители обоих полов со скоростью до одной позывки в секунду и который слышно на расстоянии до 50 метров. Он напоминает песни лесных певунов, но является более жёстким и решительным, а также более жужжащим. Новозеландская естествоиспытательница Анджела Кеплер описала несколько вариаций этой позывки: во время питания птицы используют обычную тональность, на подлётах к норе тональность песни понижается, резкий и громкий звук используется в качестве предупреждения об опасности, в случае возбуждения громкость звукового сигнала возрастает по мере исполнения. Самцы тоди для охраны территории используют более носовой и резкий звуковой сигнал, примерно в три раза длиннее обычного. Во время сезона размножения к этой позывке добавляется нисходящая трель — такая песня используется для общения взрослых птиц с птенцами.
Быстрый двойной сигнал «би-бип» с короткой первой нотой и более длинной второй может исполняться как самцами, так и самками, во время сезона размножения. Этот звук можно услышать на расстоянии до 150 метров. Его основным назначением является предупреждение птенцов о хищниках и защита территории от других представителей своего вида. Тоди также используют его, чтобы обозначить своё присутствие около норы и вызвать птенцов из гнезда для кормления. Во время выкапывания гнездовых туннелей взрослые птицы могут издавать едва различимый приглушённый звуковой сигнал, который редко слышно на расстоянии более 5 метров.
Как и все тоди, данный вид может летать бесшумно, но для защиты территории издаёт характерный звук крыльями, когда воздух быстро проходит через первостепенные маховые перья. Ранее считалось, что этот звук связан с тем фактом, что перья слегка ослаблены, однако при тщательном изучении оказалось, что эти перья не обладают изменённой жёсткостью или шириной. Довольно громкий звук вместе с тем трудно поддаётся записи и сильно зависит от погодных условий: в солнечные дни он слышен сильнее, чем в пасмурные или дождливые.

## Распространение
Пуэрто-риканский тоди обитает только на острове Пуэрто-Рико и не встречается на соседних Виргинских Островах. В зависимости от среды обитания и соответствующего климата меняются размеры, характер поведения и метаболизм пуэрто-риканского тоди. Птицы в тёплых засушливых кустарниковых зонах обычно имеют меньшие размеры и предпочитают питаться на открытых участках. Птицы в более холодных горных лесах крупнее и ищут корм в глубине леса — возможно, чтобы не перегреваться.
Данный вид распространён повсеместно от тропических лесов до засушливых кустарников и карстового ландшафта. Пуэрто-риканских тоди можно встретить на тенистых кофейных плантациях. В горных тропических лесах плотность составляет до 28 птиц на км², на кофейных плантациях — 13—31 птицы, в сухих лесах на известняках — 3—36 птиц, во влажных — 10—20 птиц — и до 30 птиц в прибрежных лесах. В Лукильо на высоте 130—1165 метров размер территории пары составляет в среднем 0,7 га, но с увеличением высоты может расширяться в три раза и достигать 2 га. Тоди чаще встречаются около водных потоков, реже — около горных вершин, в посаженных сосновых лесах или на пляжах. Ранее считалось, что пуэрто-риканские тоди не заселяют мангровые леса, но впоследствии это мнение было опровергнуто. В Пуэрто-Рико тоди обычно присоединяются к стаям с пуэрто-риканскими танаграми (Nesospingus speculiferus), банановыми певунами (Coereba flaveola), дроздами (Turdus), виреонами (Vireo), объединяющим в среднем шесть видов.
Переход производителей кофе с тенистых плантаций на солнечные может негативно сказаться на популяции пуэрто-риканского тоди. Основным естественным врагом для этого вида является малый мангуст (Urva auropunctata), который разрушает более 80 % гнёзд в тропическом лесу и 6 % в засушливом. Особенно удобными для мангустов являются гнёзда, вырытые ниже, чем на высоте 0,8 метра. Среди других вероятных хищников специалисты энциклопедии Neotropical Birds Online называют полосатого ястреба (Accipiter striatus), краснохвостого сарыча (Buteo jamaicensis), обыкновенную сипуху (Tyto alba), жемчужноглазого крикливого пересмешника (Margarops fuscatus). Присутствие некоторых животных может заставить пару покинуть гнездо, даже если те не наносят вреда яйцам. К таким животным относят лягушек, ящериц, скорпионов, жалящих муравьёв, змей, фринов, змееподобных ящериц и тарантулов. Кроме того, взрослые двукрылые и нематоды могут паразитировать на птицах.
На популяцию тоди могут оказывать существенное влияние климатические условия. В частности, после урагана Хьюго на некоторое время количество птиц возросло, но быстро вернулось в норму. Долгосрочные исследования, которые проводились с 1989 по 2013 год и заключались в отлове птиц сетями первые две недели января каждого года в районе Гуаника, показали, что популяция вида уменьшается с возрастанием количества осадков в первое полугодие предыдущего года.
Международный союз охраны природы относит пуэрто-риканского тоди к видам, вызывающим наименьшие опасения (LC). Такой охранный статус объясняется тем, что, несмотря на уменьшение численности этой птицы, её ареал достаточно широк, а популяция достаточно высока. По некоторым данным, по численности пуэрто-риканский тоди уступает только трём видам птиц на острове: банановым певунам (Coereba flaveola), черноусым виреонам (Vireo altiloquus) и красношейным голубям (Patagioenas squamosa).

## Питание

### Рацион
Как и все тоди, пуэрто-риканский кормится насекомыми, более 50 % диеты состоит из двукрылых (Diptera) и жесткокрылых (Coleoptera). В рацион данного вида также входят представители таких семейств, как полужесткокрылые (Hemiptera), кожистокрылые (Dermaptera), чешуекрылые (Lepidoptera), перепончатокрылые (Hymenoptera), прямокрылые (Orthoptera), привиденьевые (Phasmida), тараканообразные (Dictyoptera), стрекозы (Odonata), сетчатокрылые (Neuroptera), а также их яйца, гусеницы и куколки. Размер жертвы может достигать 5 см. Кроме того, пуэрто-риканские тоди питаются пауками, нематодами, многоножками и мелкими ящерицами анолисами (Anolis), мягкими плодами родов различных растений — фикуса (Ficus), мари (Chenopodium), рубуса (Rubus), зантоксилума (Xanthoxylum), психотрии (Psychotria), бокконии (Bocconia), брунеллии (Brunellia), клузии (Clusia).

### Способы охоты
В качестве основного способа охоты пуэрто-риканские тоди используют «underleaf-sally», выискивая добычу выше головы с задранным вверх клювом. Исследование, включающее 698 наблюдений, показало, что в 86,8 % случаев пуэрто-риканские тоди берут насекомых с листьев, в 8 % — ловят в воздухе, а в 5,2 % используют другие способы добычи, в частности подбирая насекомых с коры деревьев.
Средняя высота кормления составляет 2,1 метра в засушливых кустарниках и 4,7 метра в тропических лесах. Ураган Джордж, который прошёл над островом в сентябре 1998 года, не оказал значительного влияния на численность, однако замечено, что птицы стали кормиться чаще и на более низких высотах, чем раньше. При этом основные способы охоты остались неизменными.

### Метаболизм
Пуэрто-риканский тоди является гетеротермом, что ставит его в один ряд с нектарницевыми, колибри и манакинами. Его температура варьирует от 28 до 43 °C. В среднем она составляет 36,7 °C, что существенно меньше 40 °C — температуры тела остальных ракшеобразных. При низких температурах окружающей среды тоди может уменьшать свою температуру на 11 градусов. Таким образом, данный вид снижает затраты энергии на 33 %. Аналогичным образом пуэрто-риканский тоди адаптировался к географическим вариациям. Чтобы предотвратить перегрев, в полузасушливых кустарниковых лесах его температура тела меньше, чем во влажных горных лесах.
Кроме того, данный вид является единственным представителем семейства, который может впадать в оцепенение, способное сохранить около 70 % энергии, при этом данная особенность зависит от пола особи. Оцепенение возможно только у самок во время сезона размножения, когда уровень гормонов существенно выше. Возможно, это связано с дополнительными затратами энергии, необходимыми для откладывания до четырёх яиц, каждое из которых составляет около 26 % от массы самки.

## Размножение

### Ухаживание
Птицы моногамны.
Ухаживания пуэрто-риканских тоди обычно происходят во время строительства гнезда в пределах 5 метров от него и на высоте не больше 3 метров от земли. Они заключаются в преследовании друг друга на коротких дистанциях. Иногда партнёры показывают друг другу добытых насекомых. Специалисты Neotropical birds online утверждают, что другим популярным приёмом является демонстрация боков, во время которой птицы напоминают шар из перьев. С другой стороны, согласно Handbook of the Birds of the World (HBW), такая особенность ухаживания, характерная для других видов тоди, обладающих розовыми боками, крайне редко проявляется у пуэрто-риканского тоди, бока которого окрашены в жёлтый цвет.

### Гнездование
Птицы копают норы на земляных берегах с сентября по июнь, хотя норы, выкопанные в начале сезона, не используются. Основная активность приходится на период с февраля по май. Пара роет гнездо поочерёдно, а затем вместе отправляется на охоту. Выкапывание одной норы занимает в среднем два месяца. Ширина отверстия в среднем составляет 3,4 см, высота — 3,6 см. В тропическом лесу длина норы в среднем составляет 30,5 см, а средняя высота над землёй — 0,9 м, в засушливых кустарниках — 26,9 см и 0,5 м соответственно. По другим данным, вход нору в среднем расположен на высоте 0,46 м над землёй при общей высоте откоса 1,1 м. Нора заканчивается гнездовой камерой длиной 11,3 см, шириной 9,8 см и высотой 6,9 см. Пуэрто-риканские тоди предпочитают копать норы на откосах с умеренным количеством растительности. В тропическом лесу используется 33 % выкопанных нор, в засушливых кустарниках — 62,5 %. При этом в 89 % случаев новая нора находится в пределах 10 метров от старой.
Пуэрто-риканский тоди откладывает яйца на голой земле гнездовой камеры в период с марта по июль. В среднем самка откладывает 1—4 белых блестящих яйца с розовым оттенком, который им сообщают крупные оранжево-красные желтки. Средние размеры яйца — 16×13,5 мм, масса — 1,43 г, что составляет около 26 % массы самки. Данный показатель намного превышает 2—11 %, характерных для большинства птиц. Инкубационный период составляет 21—22 дня. Высиживают яйца оба родителя, средняя продолжительность посещения норы составляет 13 минут и не превышает 25 % общего времени с учётом помощников. В это время птицы выбирают любимые ветки напротив норы. В редких случаях птицы откладывают яйца повторно, обычно это случается в связи с уничтожением первой кладки.

### Птенцы
Птенцы пуэрто-риканского тоди проходят четыре этапа созревания приблизительно по три недели каждый, по мере которых удлиняется клюв, горловое пятно переходит от бледно-серого цвета в розовый, а затем красный, живот становится светлее, а бока, напротив, приобретают ярко-жёлтый цвет. В исследованиях новозеландской естествоиспытательницы Анджелы Кеплер, опубликованных в 1972 году, все птенцы имели тёмно-серую радужку. Птенцы остаются в норе 19—20 дней, при этом птицы так же редко посещают гнездо, как и в инкубационный период. В первую неделю взрослые птицы остаются в норе в среднем не более шести минут. Потом в течение ещё трёх недель после выхода из норы птенцы кормятся с родителями и через 42 дня приобретают морфологию взрослых. Первые три дня они не издают звуков, потом в течение двух-трёх дней голодные птенцы издают высокие звуковые сигналы, которые очень быстро становятся идентичными взрослым вокализациям. Исследования окольцованных птенцов показывают, что они не возвращаются на территорию родителей.
Кормление птенцов осуществляется обоими родителями, при этом самки делают это немного чаще самцов. Интенсивность кормления со временем возрастает. Средние показатели кормления в течение первой недели — 21,7 посещения в час. Взрослые птицы выбирают насекомых, размеры которых соответствуют размерам птенцов, особенно в течение первых шести дней. Кроме того, птенцы потребляют в пищу мелкие мягкие плоды Clusia clusioides. В одном исследовании 18 % из 163 кормов, доставленных за 7,5 часов, составляли эти плоды.

### Помощники
Пуэрто-риканские тоди являются единственными представителями семейства, для которых характерно наличие помощников во время сезона размножения. По меньшей мере 50 % пар в Лукильо использовали труд одного-двух помощников. Они остаются с парой не только во время инкубационного периода, но и позже, во время вскармливания птенцов. При этом большее количество корма, который приносят четыре взрослые особи, приводит к тому, что птенцы вылетают из гнезда на один-два дня раньше. Средняя величина кладки при наличии помощников поднимается до 2,9 яйца против 2,3 яйца без помощников.
Изначальные предположения о том, что помощники принадлежат предыдущему выводку, не подтвердились. Помощники изначально не привязаны к территории, они не помогают при выкапывании норы, появляются только на поздних стадиях инкубационного периода и покидают территорию через три месяца. Скорее всего, помощниками являются взрослые птицы, которые потеряли кладку или по какой-то причине не делали её, так как тоди редко откладывают яйца повторно. Неизвестно, принадлежат ли все яйца в кладке одной паре или нет, поэтому не исключено, что существование помощников имеет и вторую причину — внутривидовой паразитизм.

## Систематика

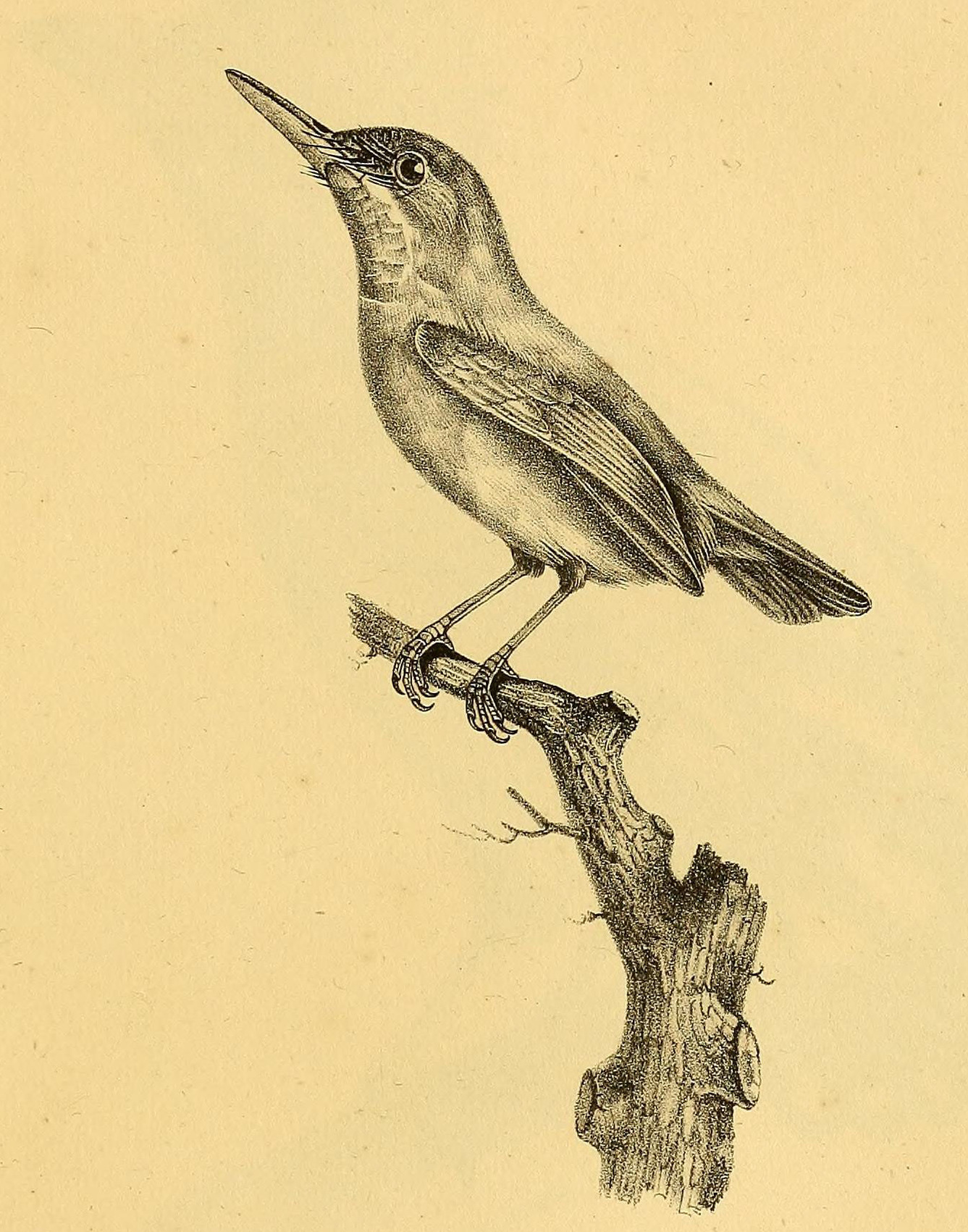
Todus viridis, иллюстрация к La galerie des oiseaux (1825)

Научное название — Todus mexicanus, видовое название птицы, mexicanus (с лат. — «мексиканский»), является ошибочным; птица была впервые описана французским натуралистом Рене Примевэром Лессоном в 1838 году. Французский зоолог Ансельм Гаэтан Демаре в начале XIX века описал тоди из Пуэрто-Рико, используя имя Todus viridis (на титульном листе книги стоит 1805 год, но есть сомнения в её точной датировке). То же имя для пуэрто-риканского вида использовали французские зоолог Поль-Луи Одар в 1825 году и натуралист Рене Примевэр Лессон в 1831 году. Вообще говоря, под Todus viridis разные исследователи в разное время понимали пуэрто-риканский, ямайский и доминиканский (ширококлювый) виды.
В 1838 году Лессон дал описание трёх видов тоди: Todus viridis, Todus mexicanus и Todus portoricensis, экземпляры двух последних были предоставлены его братом Пьером Адольфом Лессоном. Под именем Todus portoricensis был описан кубинский вид; неизвестно, какая птица использовалась в описании Todus mexicanus, предположительно, она была найдена около Тампико в Мексике. В 1872 году английский орнитолог Ричард Боудлер Шарп назвал эту ошибку основной причиной путаницы в определении видов тоди. Описание Todus mexicanus повторил в 1847 году английский натуралист Филип Генри Госсе, а годом позже его соотечественник, зоолог Джордж Роберт Грей. Только в 1867 году американский орнитолог Спенсер Фуллертон Бэрд высказал предположение, что этот вид на самом деле обитает на острове Пуэрто-Рико. В работах 1866—1892 годов можно встретить название Todus hypochondriacus.
Предположительно, предок кубинского тоди мигрировал на острова Гаити и Ямайка, а затем с Гаити в Пуэрто-Рико в несколько этапов (по одним данным, это был узкоклювый тоди, по другим — предок ширококлювого), либо с Ямайки в Пуэрто-Рико. Подобный перелёт без остановки на Гаити напоминает эволюционную миграцию родственных видов пёстрого (Dendroica pharetra) и пуэрто-риканского (Dendroica angelae) лесных певунов на Ямайку и Пуэрто-Рико, соответственно. Возможно также, что ямайский тоди останавливался на острове Гаити, но затем вымер на нём. Новозеландская естествоиспытательница Анджела Кеплер в 1972 году предположила, что тоди были перемещены с Ямайки на Пуэрто-Рико ураганами. По другой теории, тоди с острова Гаити колонизировал Ямайку и Пуэрто-Рико. Разделение видов произошло из-за географической обособленности мест обитания.
Морфологический анализ, в частности оперения, скелета и особенностей вокализации, позволяет отнести пуэрто-риканского тоди к одной группе с ямайским. Розовые боковые перья у обоих видов либо отсутствуют, либо присутствуют в крайне небольшом количестве, а издаваемые позывки почти идентичны по качеству и продолжительности. Анализ митохондриальной ДНК указывает на близкое родство пуэрто-риканского и узкоклювого видов.